# 威洛斯普林斯 (伊利諾伊州)
威洛斯普林斯（英語：Willow Springs）是位於美國伊利諾伊州庫克縣的一個村落。

## 地理
威洛斯普林斯的座標為41°44′15″N 87°52′40″W / 41.73750°N 87.87778°W，而該地最高點為海拔高度188米（即617英尺）。

## 人口
根據2010年美國人口普查的數據，威洛斯普林斯的面積為10.88平方千米，當中陸地面積為10.61平方千米，而水域面積為0.27平方千米。當地共有人口5524人，而人口密度為每平方千米507人。